# Methyl-2,3,4,6-tetra-O-acetyl-α-D-glucopyranosid
Methyl-2,3,4,6-tetra-O-acetyl-α-D-glucopyranosid ist eine chemische Verbindung und ein Derivat der Glucose. Es ist in der organischen Synthese als Zwischenprodukt von Bedeutung.

## Geschichte
Die früheste Synthesevorschrift von Methyl-2,3,4,6-tetra-O-acetyl-α-D-glucopyranosid wurde 1927 von Eugen Pascu publiziert und war für die Zuckerchemie zur damaligen Zeit ein Meilenstein, da man bisher in der Regel nur β-Glykoside erzeugen konnte (Koenigs-Knorr-Methode). Pascu erreichte dieses Synthese-Ziel durch Epimerisierung (damals fälschlich als Mutarotation bezeichnet) der entsprechenden β-Verbindung Methyl-2,3,4,6-tetra-O-acetyl-β-D-glucopyranosid mit Zinn(IV)-chlorid in Chloroform. Dabei bemängelte er jedoch in seiner originalen Publikation die langen Reaktionszeiten, den nötigen großen Überschuss an Zinn(IV)-chlorid, sowie die in geringer Menge gebildeten, braunen Nebenprodukte unbekannter Zusammensetzung. Auf einen Hinweis Géza Zempléns hin versuchte er daher kurze Zeit später, die gleiche Reaktion mit Titan(IV)-chlorid anstatt Zinn(IV)-chlorid zu katalysieren, was erfolgreich war. Pascu berichtete von der deutlich höheren Reaktivität des Titan(IV)-chlorids; gleichzeitig war die Reaktion damit selektiver. Nebenprodukte wurden nicht berichtet. Zu bemerken ist die initiale Bildung eines gelben Komplexes bei Zugabe des Metallkatalysators. Dieser Komplex ist in Chloroform unlöslich, wandelt sich aber unter den Reaktionsbedingungen letztendlich zum gewünschten Produkt um.

## Gewinnung und Darstellung
Effizienter ist die Gewinnung der Titel-Verbindung, wenn nicht eine Epimerisierung ausgeführt wird, sondern das bereits in der richtigen Konfiguration vorliegende Methyl-α-D-glucopyranosid (beispielsweise durch Fischer-Helferich-Glykosylierung synthetisiert) peracetyliert wird. Das ist zum Beispiel durch kurzes Erwärmen des Edukts in Essigsäure mit Triflinanhydrid als Katalysator möglich.